# Mác Cộng hòa Dân chủ Đức
Mác Cộng hòa Dân chủ Đức (tiếng Đức: Mark der DDRⓘ), được gọi thông tục là mác miền đông (Ostmarkⓘ tại Tây Đức và sau khi tái thống nhất), là đơn vị tiền tệ của Cộng hòa Dân chủ Đức (Đông Đức). Mã tiền tệ ISO 4217 là DDM. Đơn vị tiền tệ này được gọi chính thức là Deutsche Mark từ năm 1948 đến năm 1964, Mark der Deutschen Notenbank (Mác Đức) từ năm 1964 đến năm 1967, và từ năm 1968 đến 1990 được gọi chính thức là Mark der DDR (Mác CHDC Đức); tại Đông Đức nó được gọi thông tục là Mark. 1 Mác được quy đổi được 100 Pfennig (Pf).
| Mặt trước  | Mặt sau | Chất liệu | Trọng lượng             | Kích thước           |
| ---------- | ------- | --------- | ----------------------- | -------------------- |
| 1 Pfennig  |         |           |                         |                      |
|            |         | nhôm      | 0,75 gram (0,026 ounce) | 17 mm (0,669 inch)   |
| 5 Pfennig  |         |           |                         |                      |
|            |         | nhôm      | 1,10 gram (0,039 ounce) | 19 mm (0,748 inch)   |
| 10 Pfennig |         |           |                         |                      |
|            |         | nhôm      | 1,50 gram (0,053 ounce) | 21 mm (0,827 inch)   |
| 20 Pfennig |         |           |                         |                      |
|            |         | đồng thau | 5,4 gram (0,19 ounce)   | 22,2 mm (0,874 inch) |
| 50 Pfennig |         |           |                         |                      |
|            |         | nhôm      | 2,0 gram (0,071 ounce)  | 23 mm (0,906 inch)   |
| 1 Mark     |         |           |                         |                      |
|            |         | nhôm      | 2,5 gram (0,088 ounce)  | 25 mm (0,984 inch)   |
| 2 Mark     |         |           |                         |                      |
|            |         | nhôm      | 3,0 gram (0,106 ounce)  | 27 mm (1,063 inch)   |

| Mặt trước                                                    | Mặt sau | Chất liệu  | Trọng lượng            | Kích thước         |
| ------------------------------------------------------------ | ------- | ---------- | ---------------------- | ------------------ |
| 5 Mark Đồng xu kỷ niệm 20 năm CHDC Đức                       |         |            |                        |                    |
|                                                              |         | đồng niken | 9,7 gram (0,342 ounce) | 29 mm (1,142 inch) |
| 10 Mark Đồng xu kỷ niệm 25 năm Quân đội Nhân dân Quốc gia    |         |            |                        |                    |
|                                                              |         |            |                        |                    |
| 10 Mark Đồng xu kỷ niệm 100 năm sinh nhật của Ernst Thälmann |         |            |                        |                    |
|                                                              |         |            |                        |                    |
| 20 Mark Đồng xu kỷ niệm 30 năm ngày thành lập CHDC Đức       |         |            |                        |                    |
|                                                              |         |            |                        |                    |

## Giấy bạc
| Thời điểm                         | Hình ảnh | Chi tiết |
| --------------------------------- | -------- | --- |
| phát hành trước giấy bạc năm 1948 |          | Rentenmark cũ và Reichsmark trong khu vực Liên Xô chiếm đóng được dính kèm tem và kéo dài hiệu lực trong khi giấy bạc mới được in. Chúng được phát hành với các mệnh giá 1, 2, 5, 10, 20, 50 và 100 Deutsche Mark. Chúng được gọi thông tục là Klebemark hay Kuponmark. |
| Giấy bạc đợt 1948                 |          | Các giấy bạc Reichsmark và Rentenmark được tái bản với tem dính cùng được thay thế bằng giấy bạc mới vào ngày 24 tháng 7 năm 1948, với các mệnh giá 50 Deutsche Pfennig, 1, 2, 5, 10, 20, 50, 100, và 1000 Deutsche Mark von der Deutschen Notenbank (DM). |
| Giấy bạc đợt 1955 DM              |          | Lần phát hành thứ hai vào năm 1955 gồm các mệnh giá 5, 10, 20, 50 và 100 Deutsche Mark von der Deutschen Notenbank. |
| Giấy bạc đợt 1964 MDN             |          | Năm 1964, chính phủ phát hành đợt tiền mới với các mệnh giá 5, 10, 20, 50 và 100 Mark der Deutschen Notenbank (MDN). Đồng thời, giấy bạc đợt 1948 và 1955 được rút ra khỏi lưu thông. |
| Giấy bạc đợt 1971/1975            |          | Loạt giấy bạc cuối cùng của Đông Đức được phát hành vào năm 1971 hoặc 1975 với các mệnh giá 5, 10, 20, 50 và 100 Mark der DDR (M). Loạt giấy bạc đợt 1964 dần được rút khỏi lưu thông. Giấy bạc 5 Mác bị đình chỉ lưu thông cuối cùng, vào năm 1981. |
| Tờ 5-mác, Loạt 1975               |          | Mặt trước tờ 5 mác màu tím là hình Thomas Müntzer, một mục sư người Đức thời kỳ đầu Cải cách, ông là một thủ lĩnh nổi dậy trong Chiến tranh Nông dân Đức. Mặt sau thể hiện một số máy gặt, nêu bật tầm quan trọng của nông nghiệp trong Nhà nước công-nông" (Arbeiter- und Bauernstaat) mà CHDC Đức tuyên bố.                                                                   |
| Tờ 10 mác, Loạt 1971              |          | Mặt trước tờ 10 mác màu cam là hình ảnh Clara Zetkin, một người cộng sản Đức thời kỳ đầu và ủng hộ nữ quyền. Mặt sau thể hiện một nữ kỹ sư ngồi tại bàn điều khiển trong Nhà máy điện hạt nhân Rheinsberg, nhà máy được đưa vào hoạt động từ năm 1966. |
| Tờ 20 mác, Loạt 1975              |          | Mặt trước tờ 20 mác màu lục là hình tác gia và triết học gia Johann Wolfgang von Goethe. Mặt sau thể hiện một số thiếu nhi bước ra từ trường học, nhấn mạnh tầm quan trọng của giáo dục tại CHDC Đức. |
| Tờ 50 mác, Loạt 1971              |          | Mặt trước tờ 50 mác màu đỏ là hình Friedrich Engels, người đồng sáng lập ra học thuyết Mác. Mặt sau thể hiện một tổ hợp công nghiệp có vẻ như là PCK-Raffinerie tại Schwedt. Đường ống và ống khói nhấn mạnh tầm quan trọng của công nghiệp tại CHDC Đức. |
| Tờ 100 mác, Loạt 1975             |          | Tờ giấy bạc Staatsbank der DDR có mệnh giá cao nhất do Nhân hàng Nhà nước CHDC Đức phát hành. Mặt trước của tờ tiền là hình Karl Marx, và mặt sau là Cung Cộng hòa nhìn từ đại lộ Unter den Linden ở Đông Berlin. Ở phía sau là Tháp truyền hình Berlin, hội trường thành phố đỏ (Rathaus), và Zeughaus (kho quân giới). Thể hiện CHDC Đức là một quốc gia tiến bộ và hiện đại. |
| Tờ 200 và 500 mác, Loạt 1985      |          | Ngân hàng Nhà nước CHDC Đức có kế hoạch phát hành tờ 200 và 500 mác. Chúng từng được in vào năm 1971 và 1984 để chuẩn bị, song chưa từng được phát hành. Một vài mẫu do các nhà sưu tập nắm giữ. |